# Ophiothrix oliveri
Ophiothrix oliveri is een slangster uit de familie Ophiotrichidae.
De wetenschappelijke naam van de soort werd in 1910 gepubliceerd door William Blaxland Benham.